# Erica perspicua
Erica perspicua là một loài thực vật có hoa trong họ Thạch nam. Loài này được J.C.Wendl. mô tả khoa học đầu tiên năm 1798.

## Hình ảnh

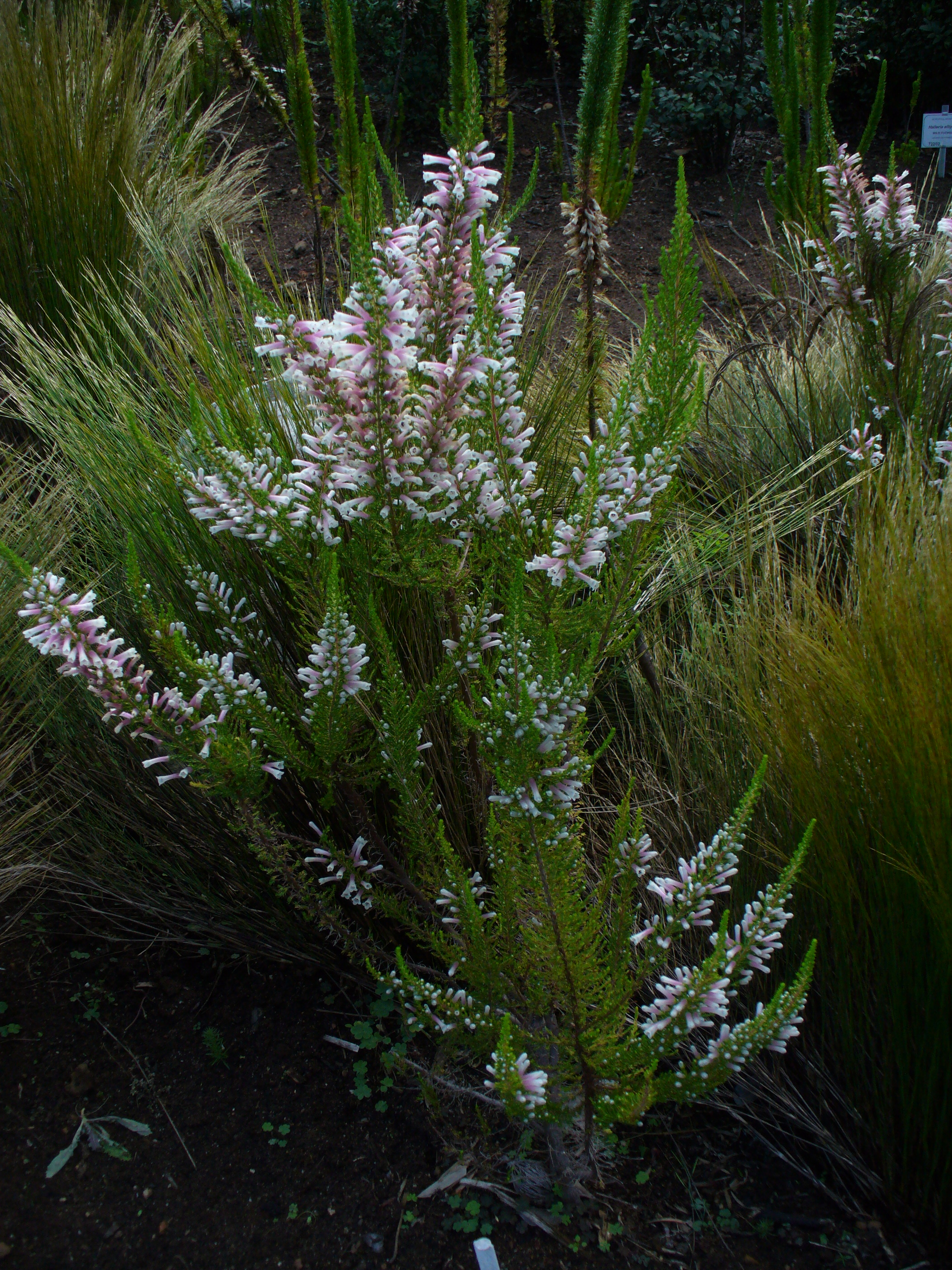